# 미송리식 토기
미송리식 토기(美松里式土器, 문화어: 미송리형 단지)는 고조선 시대에 만들어진 민무늬 토기로, 1959년에 조선민주주의인민공화국 평안북도 의주군 미송리에서 처음 발견되었고, 발견지의 이름을 따 미송리식 토기라 부르게 되었다.

## 분포 지역
이 토기의 분포 지역은 만주와 북한 지역이다. 그러므로 고조선의 영토는 지금의 만주와 북한 지역이라고 짐작할 수 있다.

## 같이 보기
- 비파형 동검
- 한국의 청동기 시대